# Sisymbrium turczaninowii
Sisymbrium turczaninowii är en korsblommig växtart som beskrevs av Otto Wilhelm Sonder. Sisymbrium turczaninowii ingår i släktet gatsenaper, och familjen korsblommiga växter. Inga underarter finns listade i Catalogue of Life.